# 白加尼
白加尼，是傈僳族传说的鬼灵。被称之为天鬼。能使人患头痛、耳聋、咳嗽等疾病。严重时可致人死亡，而傈僳族统称鬼灵为“尼” ，主要的“尼”大约有 30 多种。祭此白加尼必须杀牛。白加尼亦称奥沙尼，祭时除了杀牛一头另说还要鸡一只，还需用白杨、松树、金竹各一枝。以及如果是公牛1头或鸡1只(如杀母牛，则鸡必须是公鸡) ，祭物有用松、柏树、野竹、金竹各一支。

## 参看
中国妖怪列表
疫鬼
瘟鬼
疟鬼